# Mailly-le-Château
Mailly-le-Château es una localidad y comuna francesa situada en la región de Borgoña, departamento de Yonne, en el distrito de Auxerre y cantón de Coulanges-sur-Yonne.

## Demografía
| 891 | 908 | 1 002 | 921 | 1 040 | 967 | 1 011 | 1 036 | 973 | 1 016 | 990 | 912 | 905 | 938 | 949 | 903 | 866 | 811 | 751 | 708 | 616 | 635 | 616 | 642 | 572 | 519 | 508 | 452 | 489 | 501 | 555 | 609 | 591 |
| Para los censos de 1962 a 1999 la población legal corresponde a la población sin duplicidades (Fuente: INSEE [Consultar]) |     |       |     |       |     |       |       |     |       |     |     |     |     |     |     |     |     |     |     |     |     |     |     |     |     |     |     |     |     |     |     |     |